# Сейсмічність Сальвадору
Територія Сальвадор — характеризується високою сейсмічністю.

## Загальна характеристика
Основна частина території Сальвадору є вулканічним нагір'ям висотою 600—700 м над рівнем моря. Над нагір'ям здіймаються два паралельні ланцюги вулканів. Найвищий із них, вулкан Санта-Ана (на заході країни) досягає висоти 2381 м. Досить часті виверження вулканів та 6-7 бальні землетруси завдають чималої шкоди місцевому населенню.

## Землетруси у минулі століття
6 травня 1951 року в Сальвадорі стався землетрус магнітудою 6,5 балів, в результаті якого загинуло 1100 місцевих мешканців.

## Землетруси XXІ століття

### 2010
18 січня, о 15:40:26 (UTC), у прибережній зоні Сальвадора стався помірний (за шкалою інтенсивності МSK-64) землетрус магнітудою 5,9 балів (за шкалою Ріхтера). За даними Геологічної служби США (USGS), епіцентр землетрусу знаходився за 17,9 км на південний захід від муніципалітету Сан-Франсіско-Менендес в департаменті Ауачапан. Гіпоцентр землетрусу розташовувався на глибині 54,7 км.
15 квітня, о 18:14 (за місцевим часом), у прибережній зоні Сальвадора стався сильно відчутний (за шкалою інтенсивності МSK-64) землетрус магнітудою 4,7 балів (за шкалою Ріхтера). За даними Volcano Discovery, епіцентр землетрусу знаходився в Тихому океані, за 81 км від узбережжя Сальвадору, гіпоцентр землетрусу залягав на глибині 39,7 км.
20 грудня біля берегів Сальвадора стався помірний (за шкалою інтенсивності МSK-64) землетрус магнітудою 5,8 балів (за шкалою Ріхтера). За даними Геологічної служби США (USGS), епіцентр землетрусу знаходився за 55 км на південний схід від департаменту Усулутан. Гіпоцентр землетрусу залягав на глибині 10 км. Даних про руйнування і жертви — не надходило.

### 2012
26 серпня, біля берегів Сальвадору в Тихому океані, стався сильний (за шкалою інтенсивності МSK-64) землетрус 7,3 балів (за шкалою Ріхтера). Згідно даних Геологічної служби США (USGS), епіцентр землетрусу знаходився в Тихому океані, за 111 км на південь від міста Пуерто-ель-Тр'юнфо. Гіпоцентр землетрусу залягав на глибині 20 км. Згідно з повідомленням Тихоокеанського центру попередження цунамі, після землетрусу невелике цунамі пішло на порт Акахульта в Сальвадорі. Крім того, було оголошено, а згодом скасовано загрозу цунамі в Сальвадорі, Коста-Риці, Нікарагуа, Гондурасі, Гватемалі, Панамі та Мексиці.

### 2016
24 листопада біля тихоокеанського узбережжя Сальвадору стався сильний (за шкалою інтенсивності МSK-64) землетрус магнітудою 7,0 балів (за шкалою Ріхтера). Згідно даних Геологічної служби США (USGS), епіцентр землетрусу знаходився за 149 км на південний захід від міста Пуерто-ель-Тр'юнфо. Гіпоцентр землетрусу залягав на глибині 10 км. Поштовхи відчувалися також у столиці Нікарагуа Манагуа, а також у столиці Коста-Рики Сан-Хосе. Уряд Сальвадору попередив про загрозу цунамі.

### 2018
2 квітня, у вечірній час, в Сальвадорі, поблизу узбережжя департаменту Сан-Вісенте стався сильно помірний (за шкалою інтенсивності МSK-64) землетрус магнітудою 6,1 балів (за шкалою Ріхтера). Інформація про можливі жертви і руйнування — не надходила.

### 2019
16 травня біля узбережжя Сальвадору стався сильно помірний (за шкалою інтенсивності МSK-64) землетрус магнітудою 6,2 балів (за шкалою Ріхтера). Епіцентр землетрусу знаходився на відстані 77 км на захід від нікарагуанського міста Чинандега, відповідно, гіпоцентр землетрусу залягав на глибині 100 км. Поштовхи відчули також в столиці Сальвадору – Сан-Сальвадорі.
30 травня, о 03:03 за місцевим часом (12:03 - за київським), біля узбережжя Сальвадору стався сильно помірний (за шкалою інтенсивності МSK-64) землетрус магнітудою 6,8 балів (за шкалою Ріхтера). Тихоокеанський центр попередження цунамі оголошував повідомлення про загрозу цунамі.

### 2025
6 січня, поблизу узбережжя Сальвадору в Тихому океані, стався сильно помірний (за шкалою інтенсивності МSK-64) землетрус магнітудою 6,3 балів (за шкалою Ріхтера). Згідно даних Геологічної служби США (USGS), епіцентр землетрусу знаходився за 50 км від міста Ла-Лібертад. Гіпоцентр землетрусу залягав на глибині 49,5 км. Підземні поштовхи відчувалися також у сусідніх країнах – Гватемалі та Нікарагуа.
9 січня, у Сальвадорі, поблизу тихоокеанського узбережжя країни, було зафіксовано помірний (за шкалою інтенсивності МSK-64) землетрус магнітудою 5,8 балів (за шкалою Ріхтера). Згідно повідомлення Геологічної служби США (USGS), епіцентр землетрусу знаходився за 9 км на схід від портового міста Акахутла. Гіпоцентр землетрусу залягав на глибині 95 км.